# Czerwona Polana (hromada Piszczanyj Brid)
Czerwona Polana (ukr. Червона Поляна) – wieś na Ukrainie, w obwodzie kirowohradzkim, w rejonie nowoukraińskim, w hromadzie Piszczanyj Brid. W 2024 liczyła 455 mieszkańców.